# علم الديدان الطفيلية

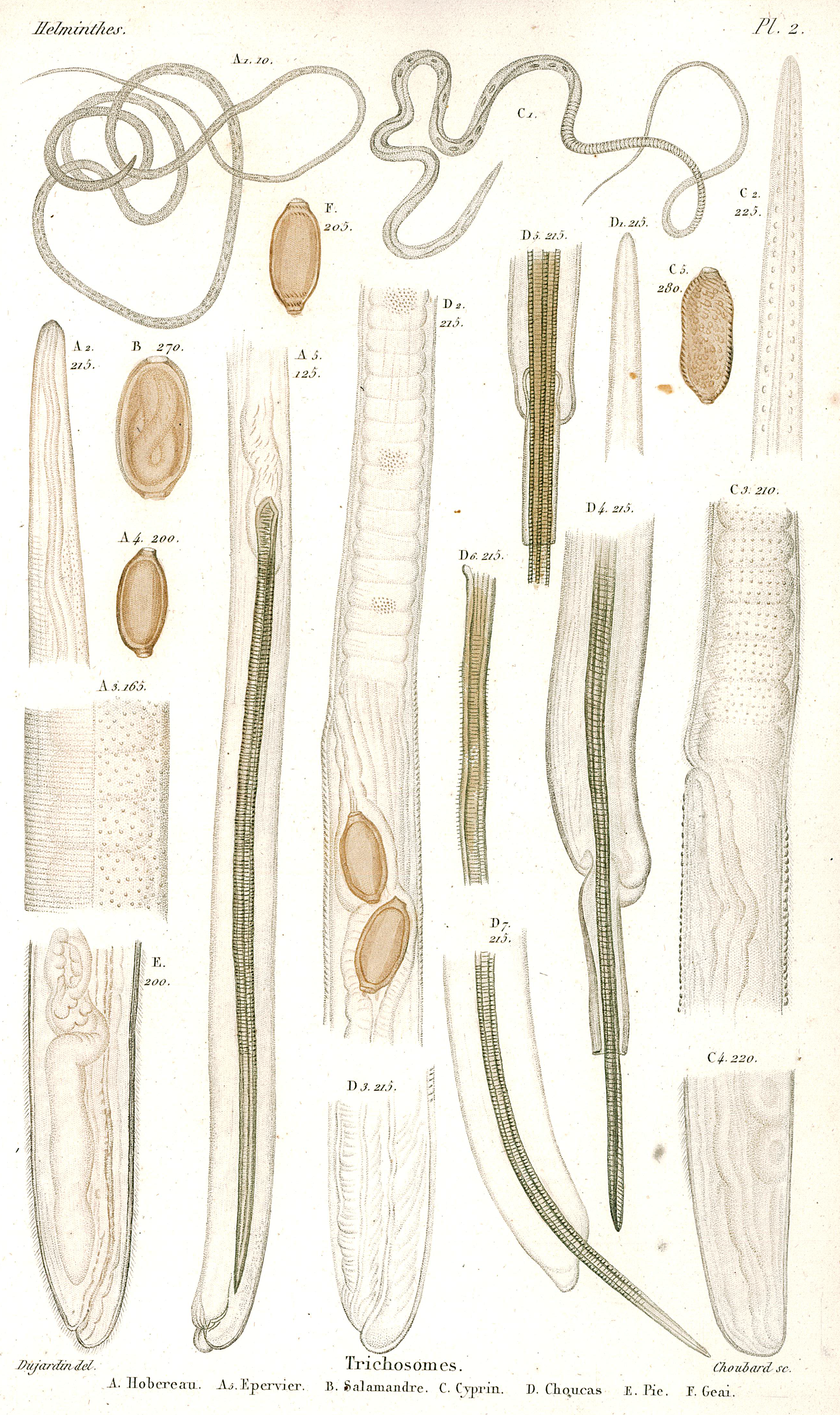
لوحة من عام 1845 لفيليكس دوجاردي تحت عنوان «التاريخ الطبيعي للديدان الطفيلية أو الديدان المعوية» (Histoire naturelle des helminthes ou vers intestinaux)

علم الديدان الطفيلية أو علم الديدان (بالإنجليزية: Helminthology)‏ هو العلم الذي يدرُس الديدان الطفيلية، كما يدرُس تصنيف الديدان الطفيلية وتأثيرها على العائل. مُصطلح داء ديداني يعني الحالة الطبية عند الإصابة بالديدان الطفيلية.
في القرن الثامن عشر وأوائل القرن التاسع عشر كانت هناكَ موجةٌ من المنشورات في علم الديدان الطفيلية، وقد وصفت هذه الفترة بأنها «العصر الذهبي» للعلم. خلال تلك الفترة قام المؤلفون فيليكس دوجاردي وويليام بلاكسلاند بنهام وبيتر سيمون بالاس وماركوس إليزر بلوخ وأوتو فريدريش مولر ويوهان غوز وفريدريش زينكر وتشارلز واردل ستيلز وكارل أدموند رودلفي وأوتو فريدريش برنارد فون لينستو ويوهان غوتفريد بريمزر ببدء الدراساتِ العلمية المنهجية حول هذا الموضوع.
يُعتبر عالم الطفيليات ساتيو ياماغوتي واحدًا من أنشطِ علماء الطفيليات في القرن العشرين، حيثُ كتب 6 مجلداتٍ تحت عنوان (Systema Helminthum).